# Károly Réthy
Károly Réthy (n. 21 octombrie 1884, Grabovo, Comitatul Srijem - d. 15 decembrie 1921, Baia Mare) a fost un pictor maghiar. A studiat la Școala de pictură de la Baia Mare și a lucrat acolo până la moartea sa. Soția lui a fost Irma Seidler.

## Cariera
În timpul iernii din 1904-1905 a studiat la școala privată a lui Ferenczy Károly din Budapesta, iar în primăvara anului 1905, a studiat colecțiile private din Viena și München și s-a întors să picteze în Baia Mare în timpul verii. În iarnă din 1905-1906 a fost la Academia Iuliană, maestrul lui fiind Jean Paul Laurens. Apoi s-a întors la Baia Mare unde și-a fondat o familie în 1908, căsătorindu-se cu Seidler Irma (1883-1911). Din 1908, a avut un studio la München unde a lucrat în mod independent, și tot acolo a aflat vestea izbitoare că soția lui a decedat în Dunăre în Budapesta la începutul anului 1911, neexistând detalii morții acesteia.
Károly Réthy a fost pentru prima dată în Baia Mare la expoziția jubiliară din 1912 și în iarna anului 1913 la Galeria de Artă din Budapesta. În timpul primului război mondial el a efectuat serviciul militar și a fost detașat la primul regiment bosniac. El a fost implicat în luptele cele mai serioase de pe câmpul de luptă italian. El a fost reținut pe insula Asinara, iar în primăvara anului 1918 a fost trimis acasă. 
La 16 decembrie 1918, s-a căsătorit din nou, cu Homola Elvírát. A pictat cu sârguință în Baia Mare și a dezvoltat foarte mult. La mijlocul lui 1921 a început să se îmbolnăvească, mai devreme pentru a avea o paralizie corectă, a murit pe tumora cerebrală la 15 decembrie 1921.
Majoritatea operelor sale se găsesc în colecții private, în Baia Mare, București, Cluj. Conștiința Creatorului și arta conștientă îi conectează munca la prima generație de pictori din Baia Mare.

## Opere
- Autoportret (1908)
- În fundalul peisajului din Baia Mare, Muntele Crucea (ulei pe pânză, 70x80 cm)[3]
- Țiganca